# 神戸掖済会病院
神戸掖済会病院（こうべえきさいかいびょういん）は、兵庫県神戸市垂水区にある病院である。公益社団法人日本海員掖済会が運営する。

## 沿革
（この節の出典）
- 1914年（大正14年）11月1日 - 神戸海員病院開設（神戸市東川崎町）
- 1931年（昭和6年） - 神戸市中山手通に新築移転（病床数82床）
- 1939年（昭和14年） - 東館増築 増床（病床数102床）
- 1950年（昭和25年） - 結核病棟増築 増床（病床数162床）
- 1957年（昭和32年） - 35床 増床（病床数197床）
- 1958年（昭和33年） - 本館増築 増床（病床数265床）
- 1959年（昭和34年） - 病棟改装 増床（病床数282床）
- 1963年（昭和38年） - 北病棟増築 増床（病床数353床）
- 1977年（昭和52年） - 成人病検診センター増築
- 1979年（昭和54年） - 脳卒中センター増築
- 2001年（平成13年） - 神戸市垂水区に新築移転（病床数317床）
- 2013年（平成25年） - 一般社団法人日本海員掖済会へ法人移行
- 2013年（平成25年） - ICU設置（病床数325床）
- 2014年（平成26年） - 創立100周年を迎える
- 2015年（平成27年） - 地域医療支援病院名称使用承認
- 2020年（令和2年） - 公益社団法人日本海員掖済会へ法人移行

## 診療科目
- 内科
- 消化器科
- 呼吸器内科
- 腎臓内科
- 糖尿病内科
- 循環器内科
- リウマチ科
- 外科
- 消化器外科
- 血管外科
- 乳腺外科
- 肛門外科
- 整形外科
- 脳神経外科
- 皮膚科
- 泌尿器科
- 眼科
- 耳鼻咽喉科
- 放射線科
- リハビリテーション科
- 麻酔科
- 救急科
- 病理診断科

## 医療機関の指定・認定
（下表の出典）
| 保険医療機関 | 高齢者の医療の確保に関する法律（昭和57年法律第80号）第7条第1項に規定する医療保険各法及び同法に基づく療養等の給付の対象とならない医療並びに公費負担医療を行わない医療機関 |
| 労災保険指定医療機関 | 指定自立支援医療機関（更生医療） |
| 臨床研修病院（基幹型） | 身体障害者福祉法指定医の配置されている医療機関 |
| 生活保護法指定医療機関（中国残留邦人等の円滑な帰国の促進並びに永住帰国した中国人残留邦人等及び特定配偶者の自立の支援に関する法律（平成6年法律第30号）に基づく指定医療機関を含む。） | 原子爆弾被害者医療指定医療機関 |
| DPC対象病院 | 無料低額診療事業実施医療機関 |
| 母体保護法指定医の配置されている医療機関 | 地域医療支援病院 |

- 救急告示病院[5]
- 日本内科学会　教育関連施設
- 日本糖尿病学会　教育関連施設・連携教育施設（小児科）
- 日本循環器学会　専門医研修施設
- 日本消化器病学会　関連施設
- 日本消化器内視鏡学会　指導施設
- 日本透析医学会　教育関連施設
- 日本外科学会　専門医制度修練施設
- 日本消化器外科学会　専門医修練施設
- 日本乳癌学会　関連施設
- 日本大腸肛門病学会　認定施設
- 日本肝臓学会　認定施設
- 日本脈管学会　認定施設
- 日本整形外科学会　研修施設
- 日本脳神経外科学会　専門医研修プログラム研修施設
- 日本脳卒中学会　認定研修教育施設
- 日本麻酔科学会　認定施設
- 日本皮膚科学会　認定専門医研修施設
- 日本リウマチ学会　教育施設
- 日本眼科学会　研修施設
- 日本静脈経腸栄養学会　実施修練認定教育施設
- 日本静脈経腸栄養学会　NST稼動施設
- 日本周産期・新生児医学会　補完研修施設
- 血管内レーザー焼灼術実施・管理委員会　下肢静脈瘤に対する血管内レーザー焼灼術の実施基準による実施施設

## 医療設備
- GE社製1.5テスラMRI
- 血管造影
- フィリップス社製64列MDCT
- RI
- IVR（多目的撮影台）デジタルTVシステム
- CR
- 結石破砕
- 骨塩定量
- マンモグラフィ

## 交通アクセス
- 地下鉄「学園都市駅」から
  - 山陽バス・神戸市バス48系統　学が丘1丁目下車　徒歩5分
  - 山陽バス・神戸市バス51系統　学が丘1丁目下車　徒歩5分
  - 山陽バス・神戸市バス53系統　本多聞4丁目下車　徒歩5分
  - 山陽バス・神戸市バス121系統　掖済会病院前下車
  - 山陽バス・神戸市バス171系統　掖済会病院前下車
- 地下鉄「名谷駅」から
  - 山陽バス5系統  掖済会病院前下車
- JR神戸線（山陽本線）「舞子駅」・山陽電車「舞子公園駅」から
  - 山陽バス・神戸市バス51系統　学が丘1丁目下車　徒歩5分
  - 山陽バス・神戸市バス53系統　本多聞4丁目下車　徒歩5分
  - 山陽バス・神戸市バス191系統　掖済会病院前下車
- JR神戸線（山陽本線）「垂水駅」・山陽電車「山陽垂水駅」から
  - 山陽バス・神戸市バス48系統　学が丘1丁目下車　徒歩5分
  - 山陽バス・神戸市バス48系統　学が丘1丁目下車　徒歩5分
  - 山陽バス・神戸市バス171系統　掖済会病院前下車
  - 山陽バス5系統  掖済会病院前下車
  - 山陽バス7系統  掖済会病院前下車
  - 山陽バス23系統  掖済会病院前下車